# Coenagrion angulatum
Coenagrion angulatum ist eine Kleinlibellenart aus der Familie der Schlanklibellen (Coenagrionidae), die in Kanada und im Norden Nordamerikas weit verbreitet ist und in den Präriegebieten sehr häufig werden kann. Besiedelt werden vorzugsweise besonnte, stark bewachsene Teiche, Seen und Sümpfe, sowie langsam fließende und im Winter zufrierende Bäche. Zur Überwinterung lassen sich die durch Frostschutzstoffe im Blut geschützten Larven im Eis einfrieren. Coenagrion angulatum ist mit Coenagrion interrogatum und Coenagrion resolutum eine von drei in Amerika vorkommenden Azurjungfernarten.

## Merkmale

### Merkmale der Imagines
Coenagrion angulatum ist eine typische Schlanklibelle mit einer Körperlänge von 27 bis 33 Millimetern und einer Länge der Hinterflügel von 16 bis 22 Millimetern. Die männlichen Imagines besitzen eine blaue Grundfarbe, die blass grünlichen Augen sind oberseits dunkel, so dass sie wie von einer Kappe bedeckt wirken. Der sich auf der Oberseite des Thorax befindende Mittelstreifen ist breit, die seitlichen Antehumeral- und Humeralstreifen sind ungefähr gleich breit, aber schmaler als der Mittelstreifen. Die darunterliegenden blauen Thoraxseiten werden azurjungferntypisch von zwei, vom Flügelansatz ausgehenden, feinen schwarzen Strichen strukturiert. Die Zeichnung auf der Oberseite des Abdomens, mit blauen vorderen und hinteren Segmenten und schwarzen Mittelsegmenten ist unverwechselbar. Das zweite Segment trägt eine azurjungferntypische Zeichnung in Form eines leicht gebogenen Querstreifens mit zwei seitlichen Strichen, die jedoch auch fehlen können. Die Zeichnung wird manchmal als an ein Gesicht mit Schnurrbart erinnernd beschrieben. Die Segmente drei bis sechs sind überwiegend schwarz mit blauen Ringen an den proximalen Segmentstößen, die auf den vorderen Segmenten am breitesten sind und nach hinten immer schmaler werden, so dass das siebte Segment ganz geschwärzt ist. Die Segmente acht und neun und die Seitenflächen des zehnten sind wieder blau.
Die Weibchen sind kräftiger gebaut; die Thoraxzeichnung entspricht der der Männchen. Das Abdomen ist oberseits ganz schwarz mit schmalen blassen Ringen an den Segmentenden, etwas breiter und deutlich blau gefärbt bei den Segmenten sieben bis neun. Die Seitenflächen des Abdomens sind jedoch auffällig blass und weiten sich an der Basis des achten Segments zu zwei ausgeprägten dorsalen blauen Flecken auf. Die Weibchen treten in zwei Farbmorphen auf, einer gelb-grünlich bis braunen heterochromen (wie die Weibchen gefärbten) und einer blauen androchromen (männchenfarbenen) Form.

### Ähnliche Arten
Coenagrion angulatum ist robuster gebaut und von dunklerem Blau als die beiden anderen in Nordamerika vorkommenden Azurjungfernarten. Die männlichen Imagines können nur schwer mit anderen Schlanklibellen verwechselt werden, im Verbreitungsgebiet gibt es wenige andere Arten, deren vordere und hintere Abdominalsegmente blau sind, während die mittleren Segmente überwiegend schwarz erscheinen. Bei der kleineren Enallagma geminatum, dessen Verbreitung sich ohnehin nur geringfügig überschneidet, sind die Oberseite des zweiten und überwiegend alle Segmente drei bis acht geschwärzt, genau wie bei Enallagma exulans, die in einem anderen Habitat lebt und schlanker ist. Gleichzeitig vorkommende Pechlibellen haben einen grünlichen Thorax.
Die Weibchen von Coenagrion angulatum können denen von Coenagrion resolutum ähneln, sind aber durch die blassen Flecken des achten Segments meist unverwechselbar. Allerdings können diese vereinzelt fehlen. Eine sichere Bestimmung ist dann über den Prothorax und dessen typischer Form des Hinterrands möglich, der bei C. angulatum, nicht aber bei C. resolutum, dreilappig ausgebildet ist. Das blau beringte Abdomen der Weibchen von Coenagrion interrogatum ist deutlich weniger geschwärzt.
Ebenfalls breitere blasse Ringe an den Segmentstößen des Abdomens haben die im gleichen Habitat vorkommenden Weibchen von Enallagma anna, Enallagma annexum, Enallagma boreale, Enallagma carunculatum, Enallagma civile und Enallagma clausum. Die schwarze Zeichnung der Oberseite jedes Abdominalsegments ist bei diesen in der charakteristischen Torpedo-Form der Becherjungfern ausgebildet und unterscheidet sich damit von der geradkantigen Zeichnung der Azurjungfern. Diese typischen Ausbuchtungen der Abdominalzeichnung an den distalen Segmentenden finden sich auch bei Enallagma hageni und Enallagma ebrium, sind hier allerdings deutlich schwächer ausgebildet. Ihnen fehlen jedoch die blassen Flecken des achten Segments und sie haben kleinere Postokularflecken als C. angulatum. Typisch für die Weibchen der Becherjungfern ist darüber hinaus ein farblich abgesetzter, horizontaler Streifen in der Mitte der Augen, der den Azurjungfern fehlt.

## Verbreitung

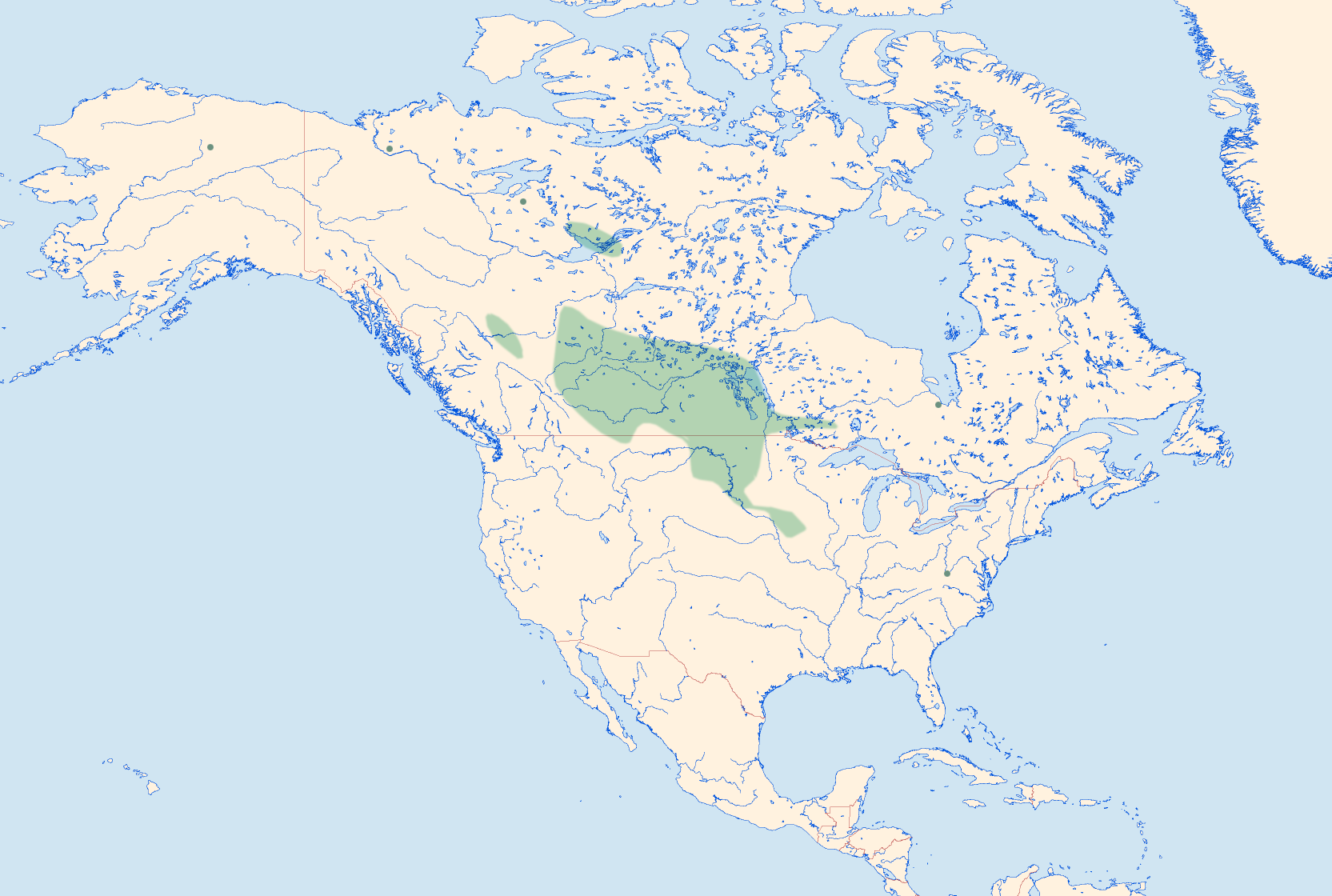
Verbreitung von Coenagrion angulatum.

C. angulatum ist eine Libelle der borealen Wälder und des nördlichen Teils der Great Plains in Nordamerika und Kanada. Die Verbreitung reicht von Alaska, dem nördlichen British Columbia über die kanadischen Prärieprovinzen und Iowa bis zur James Bay im Osten.
Die Art kann in Präriefeuchtgebieten sehr häufig werden, findet aber auch im Aspen Parkland und in den südlichen borealen Wäldern in offenen, sonnigen Gebieten geeignete Lebensräume. Besiedelt werden Teiche, Seen und Sümpfe, sowie langsam fließende Bäche, die meist stark bewachsen und flach genug sind, um teilweise auszutrocknen.

## Lebensweise
Die Männchen fliegen selten über offenem Wasser, sondern sind eher im dichten Gras zu finden, wo sie sich von Mücken und kleinen Fliegen ernähren. Mit Beginn der Fortpflanzung, für die die Libellen ein Paarungsrad bilden, kommt es zur eigentlichen Kopulation, die bis zu 20 Minuten dauern kann. Anschließend erfolgt die Eiablage mit dem noch immer angekoppelten Männchen in flutende Vegetation oder in aufstrebende submerse Pflanzenteile. Dazu taucht das Paar gemeinsam unter Wasser, wo es bis zu 30 Minuten verbleiben kann und das Weibchen 150 bis 200 Eier in das lebende Pflanzengewebe einsticht. Nach der Eiablage lassen sich die Libellen auftreiben und fliegen, noch immer als Tandem verbunden, davon.
Bis zum Schlupf der Larven aus den Eiern vergehen zwei bis drei Wochen, anschließend erfolgt eine rasche Entwicklung, ehe die Überwinterung in einer der letzten drei Entwicklungsstadien einsetzt. Dazu stoppt die Entwicklung der Larven und sie erwarten an Pflanzenstängel geklammert den Frost oder begeben sich auf die Unterseite der Eisdecke, wo sie sich einfrieren lassen. Allgemein befinden sie sich dabei 15 bis 20 cm unter der Eisoberfläche. Die Larven selbst frieren nicht ein, da sie durch im Winter gebildete Frostschutzstoffe im Blut geschützt sind. Diese bewahren sie nicht nur vor Prädatoren, sondern stellen auch eine Anpassung an die meist seichten Gewässer dar, die vorhersehbar im Winter durchfrieren.
Die Larven bleiben bis zur Eisschmelze in der Diapause um anschließend die Entwicklung fortzusetzen. Nach dem Schlupf verlassen die frisch geschlüpften Libellen das Gewässer um zu fressen und auszureifen. Die Entwicklung zum geschlechtsreifen Tier dauert ungefähr eine Woche. Unter widrigen Umständen kann es auch zu einer semivoltinen Entwicklung kommen, bei der C. angulatum zwei Jahre benötigt, um den Entwicklungszyklus zu beenden.
Die Flugzeit der Imagines fällt in Ontario und British Columbia in den Juni, in Saskatchewan und Iowa kann sie schon im Mai beginnen und bis Juli reichen.

## Systematik
Coenagrion angulatum wird innerhalb der Schlanklibellen in die Gattung der Azurjungfern (Coenagrion) gestellt, die 1890 von William Forsell Kirby angelegt wurde. Die 40 Arten zählende Gattung ist hauptsächlich in Europa und Asien verbreitet und wird in Amerika neben Coenagrion angulatum nur von Coenagrion interrogatum und Coenagrion resolutum vertreten. Die beiden letztgenannten sind miteinander näher verwandt, als mit C. angulatum, was sich auch in der Wahl ihrer Lebensräume zeigt. Sie bevorzugen Hochmoore, wohingegen C. angulatum hier seltener zu finden ist. Auch körperlich ähneln sich die beiden Arten, C. angulatum ist dagegen deutlich kräftiger gebaut. Alle drei Spezies haben Verwandte in der Alten Welt, mit denen sie näher verwandt sind als untereinander.
Die Libellenart wurde 1912 von Edmund Murton Walker erstbeschrieben, das Artepitheton angulatum bedeutet „abgewinkelt“ und bezieht sich wahrscheinlich auf die Form der männlichen Hinterleibsanhänge. Der englische Name „Prairie Bluet“ beschreibt treffend den Verbreitungsschwerpunkt der Art in der nordamerikanischen Prärie.